# Franco Fagioli

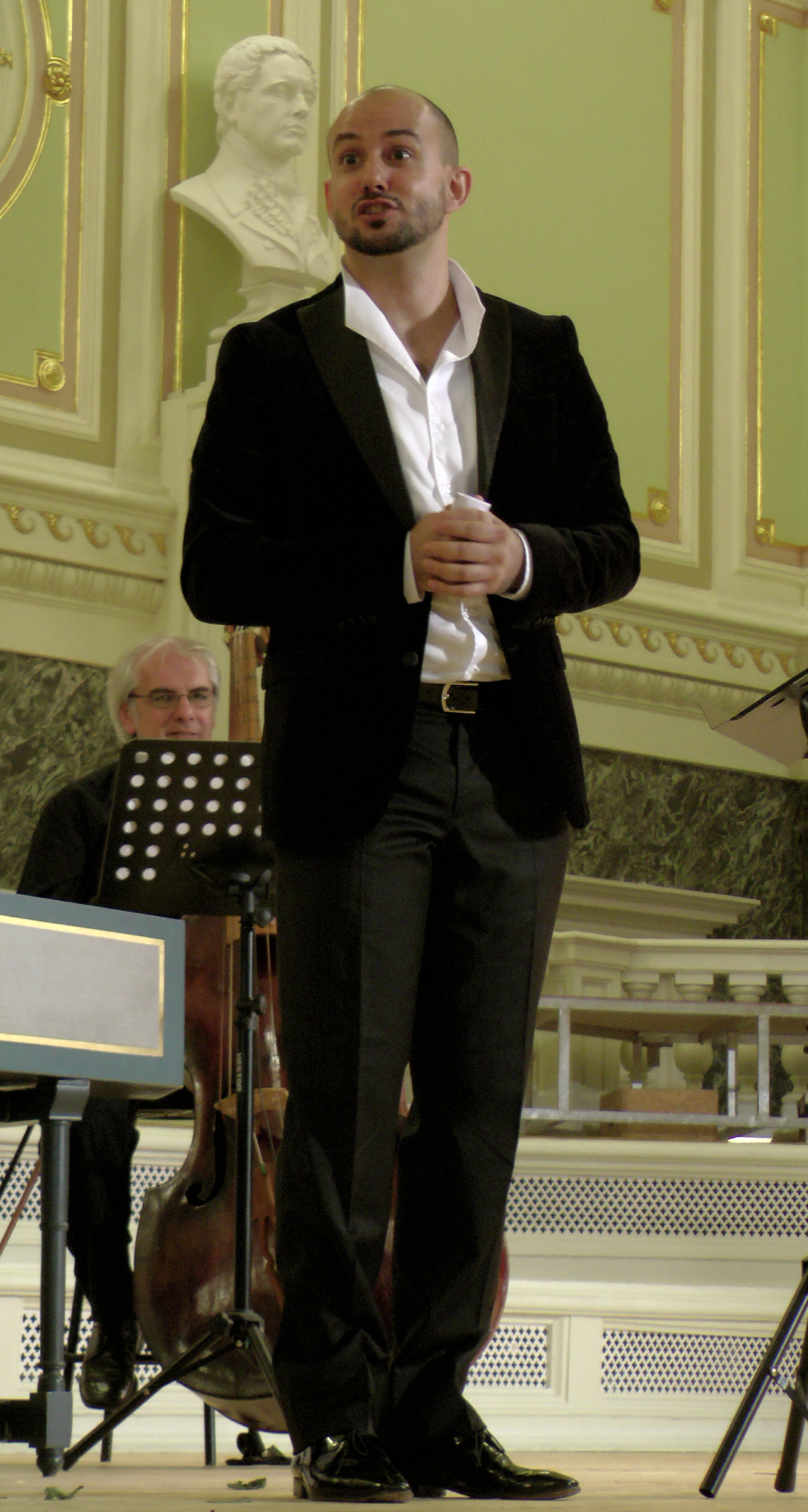
Franco Fagioli

Franco Fagioli (sinh năm 1981, tại Tucumán) là một ca sỹ opera giọng phản nam cao người Argentina.

## Tiểu sử
Sinh ra ở Argentina, Fagioli ban đầu học piano và sau đó hát tại Học viện nghệ thuật Superior của Teatro Colón ở Buenos Aires. Anh ấy bắt đầu sự nghiệp quốc tế của mình vào năm 2003, khi anh ấy giành chiến thắng trong cuộc thi hát của Bertelsmann Neue Promotionmen ở Gütersloh, Đức.
Kể từ đó, Franco Fagioli đã xuất hiện thường xuyên tại các nhà hát opera ở Buenos Aires, Karlsruhe, Bon, Zurich, Essen và Genova, tại Nhà hát an der Vienna ở Vienna và Théâtre des Champs-Elysées ở Paris. Ông cũng đã được mời biểu diễn tại một số lễ hội, bao gồm cả những lễ hội ở Halle, Ludwigsburg, Innsbruck và Froville.
Ông đã làm việc với các nhạc trưởng như Rinaldo Alessandrini, Alan Curtis, Gabriel Garrido, Nikolaus Harnoncourt, René Jacobs, José Manuel Quintana, Marc Minkowski, Riccardo Muti và Christophe Rousset.
Franco Fagioli là một trong năm đối tác xuất hiện trong các tác phẩm opera, TV, CD và DVD của Leonardo Vinci Artaserse, đã được trao nhiều giải thưởng âm nhạc quốc gia và quốc tế, ví dụ như Giải thưởng Echo 2013 và 2014 hoặc Preis der deutschen Schallplattenkritik.